# Manuel Capasso
Manuel Vicente Capasso (Buenos Aires, 19 de abril de 1996), é um futebolista argentino que atua como zagueiro. Atualmente defende o Olimpia.

## Carreira

### Acasusso
O Acassuso foi o clube de abertura da carreira de Capasso, ele se juntou a eles em 2011. Ele foi promovido ao time principal sob o comando do técnico Walter Otta durante a Primera B Metropolitana de 2015, marcando sua estreia profissional com uma participação tardia no banco de reservas contra o Platense em 17 de julho. Capasso marcou os primeiros gols da carreira em novembro de 2016, marcando em jogos consecutivos do campeonato contra o Deportivo Español e o Deportivo Riestra . Ele deixou o clube no final da temporada 2017–18.

### Defensa y Justicia
Em 1º de julho de 2018, Capasso foi contratado pelo Defensa y Justicia, da Primera División.

### Aldosivi
Depois de cinco meses sem atuar pelo Defensa y Justicia, Capasso rescindiu seu contrato em janeiro de 2019 para se transferir para o Aldosivi, também da Primera División . Ele não apareceu competitivamente nos sete meses seguintes, saindo posteriormente por empréstimo em julho de 2019 para o Platense da Primera B Nacional - o adversário de sua estreia na carreira.

### Platense
No Platense, o zagueiro obteve sequência e marcou dois gols (contra o Estudiantes e o Agropecuário) em dezessete partidas. Foi importante no acesso do clube a primeira divisão do futebol argentino e despertou interesse em grandes equipes.

### Newell's Old Boys
No dia 14 de outubro de 2020, o jogador foi anunciado pelo Newell's Old Boys até dezembro de 2022.

### Atlético Tucumán
No dia 12 de janeiro de 2022, o Atlético Tucumán confirmou a contratação de Manuel por empréstimo de um ano com opção de compra. O zagueiro foi um dos destaques da Liga Argentina fazendo parte do time que teria a 3ª melhor defesa do campeonato.

### Vasco da Gama

#### 2023
Em 30 de janeiro de 2023, o Vasco da Gama acertou a contratação de Manuel Capasso. Mas o jogador só assinou o contrato no dia 19 de fevereiro daquele mesmo ano. Sua regularização porém, só aconteceu no dia 2 de março, 3 dias antes do Clássico dos Milhões, o primeiro clássico entre Flamengo e Vasco do ano pela 10ª rodada da Taça Guanabara de 2023.
A estreia de Manuel aconteceu no dia 5 de março, no clássico contra o Flamengo. O Jogador entrou no decorrer da partida após lesão do zagueiro Miranda ainda no primeiro tempo. Em campo, Capasso viu seu time ganhar de 1-0 após gol de Puma Rodríguez. A atuação do argentino foi considerada "segura e bem colocada", mesmo sem ter o mesmo ritmo de jogo dos demais companheiros de clube. A partida também marcou a reestreia de do volante Andrey Santos no time cruz-maltino. Seu primeiro gol também aconteceu também no clássico dos Milhões, dessa vez nos jogos de volta da semifinal do Campeonato Carioca. O Vasco, porém, perdeu ambos os jogos e foi eliminado antes da final. Esse jogo foi uma "redenção" ao jogador, que havia falhado ao perder a bola para Pedro no jogo anterior.
Pela Copa do Brasil de Futebol de 2023, Capasso estreou no segundo jogo do time, contra o ABC, e viu seu time amargar uma eliminação nos pênaltis.
Pelo Campeonato Brasileiro de Futebol de 2023 - Série A, o zagueiro estreou na segunda rodada, no empate contra o Palmeiras em 2-2. O jogador demorou até a 8ª rodada para jogar novamente, pois havia perdido posição para Robson Bambu, mas não conseguiu contribuir com resultados positivos para o time do Rio de Janeiro, que ocupava a zona de rebaixamento naquele início de Brasileirão. Seu último jogo, sob o comando de Maurício Barbieri, aconteceu na 10ª rodada, quando o clube carioca perdeu para o Internacional de 2-1. Na partida seguinte, sem Capasso em campo, os vascaínos amargaram mais uma derrota e o treinador foi demitido.
Após passagem de Barbieri no elenco, Manu lesionou-se na região lombar e só pôde retornar aos gramados na reta final do Campeonato.
Ao retornar da lesão, o jogador atuou pela última vez na 36ª rodada, na derrota do Vasco para o Corinthians por 4-2. Manu terminou a temporada com 14 jogos e 1 gol, sendo muito criticado pela torcida devido suas atuações abaixo do esperado ao longo da temporada, porém o clube alcançou a permanência na Série A.

#### 2024
Por conta de sua lesão na temporada anterior, Capasso não foi relacionado para realizar a pré-temporada no Uruguai com o elenco do Vasco em janeiro de 2024. Para recuperar o ritmo de jogo, o zagueiro permaneceu no time, junto com seu compatriota Luca Orellano, para atuar nas duas primeiras partidas do Campeonato Carioca de 2024.
Coincidentemente, os compatriotas argentinos foram responsáveis pelo primeiro gol do Vasco no ano. Em jogada de falta, Orellano cruzou para Capasso abrir o placar contra o Boavista na 1ª rodada do Cariocão, aos 2 minutos de jogo. Mais tarde, ainda na primeira etapa, Manu levou uma cotovelada de um jogador adversário e teve de usar uma touca no decorrer do jogo para estancar o sangramento originado pelo golpe. A partida terminou 2 a 0 para o Cruzmaltino.

#### 2025
Após cumprir seu empréstimo no Olímpia, o atleta retornou ao Vasco da Gama, porém ficou afastado da equipe principal por decisão da comissão técnica. O atleta chegou a treinar em horários alternativos no CT Moacyr Barbosa.
Após o empate contra o Operário, válido pela terceira fase da Copa do Brasil, o treinador interino Felipe declarou em coletiva pós-jogo que não gostava do atleta e afirmou que ele estava fora dos planos do clube.
Em 16 de maio de 2025, a diretoria do Vasco da Gama anunciou a rescisão de seu contrato de forma amigável. Além dele, o atleta Souza, também teve seu contrato rescindido. Sua última partida com a camisa do Vasco foi em janeiro de 2024, no empate com o Sampaio Corrêa pelo Campeonato Carioca. Ao todo, o atleta atuou em 16 jogos e marcou dois gols.

### Olimpia
Em 15 de fevereiro de 2024, o Vasco da Gama encaminhou o empréstimo do atleta para o Olimpia. O jogador não estava nos planos de Ramon Díaz para a temporada, e por conta disso foi emprestado para ganhar sequência. Em sua passagem na equipe, o atleta conquistou o Campeonato Paraguaio, fez 31 jogos, marcou cinco gols e duas assistências.

## Títulos
Vasco da Gama
- Troféu Serie Río de La Plata: 2024 (Pablo Guiñazú / Juan Ahuntchain)

Olimpia
- Campeonato Paraguaio: 2024